# Technique culinaire japonaise

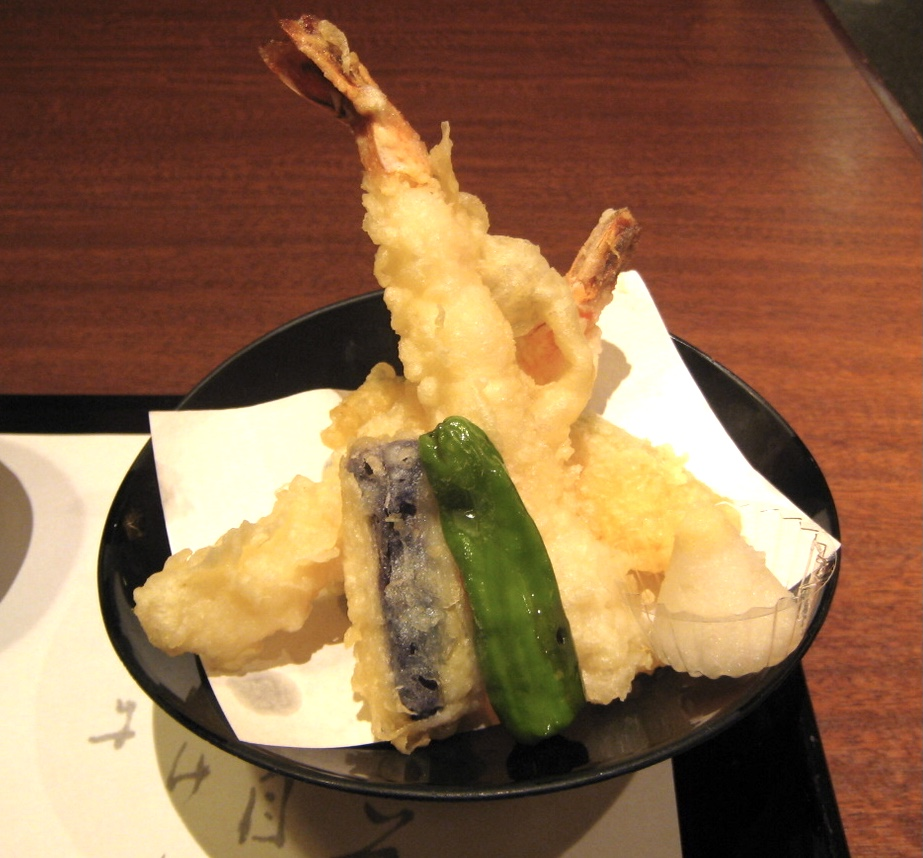
Tempura de légumes et fruits de mer.

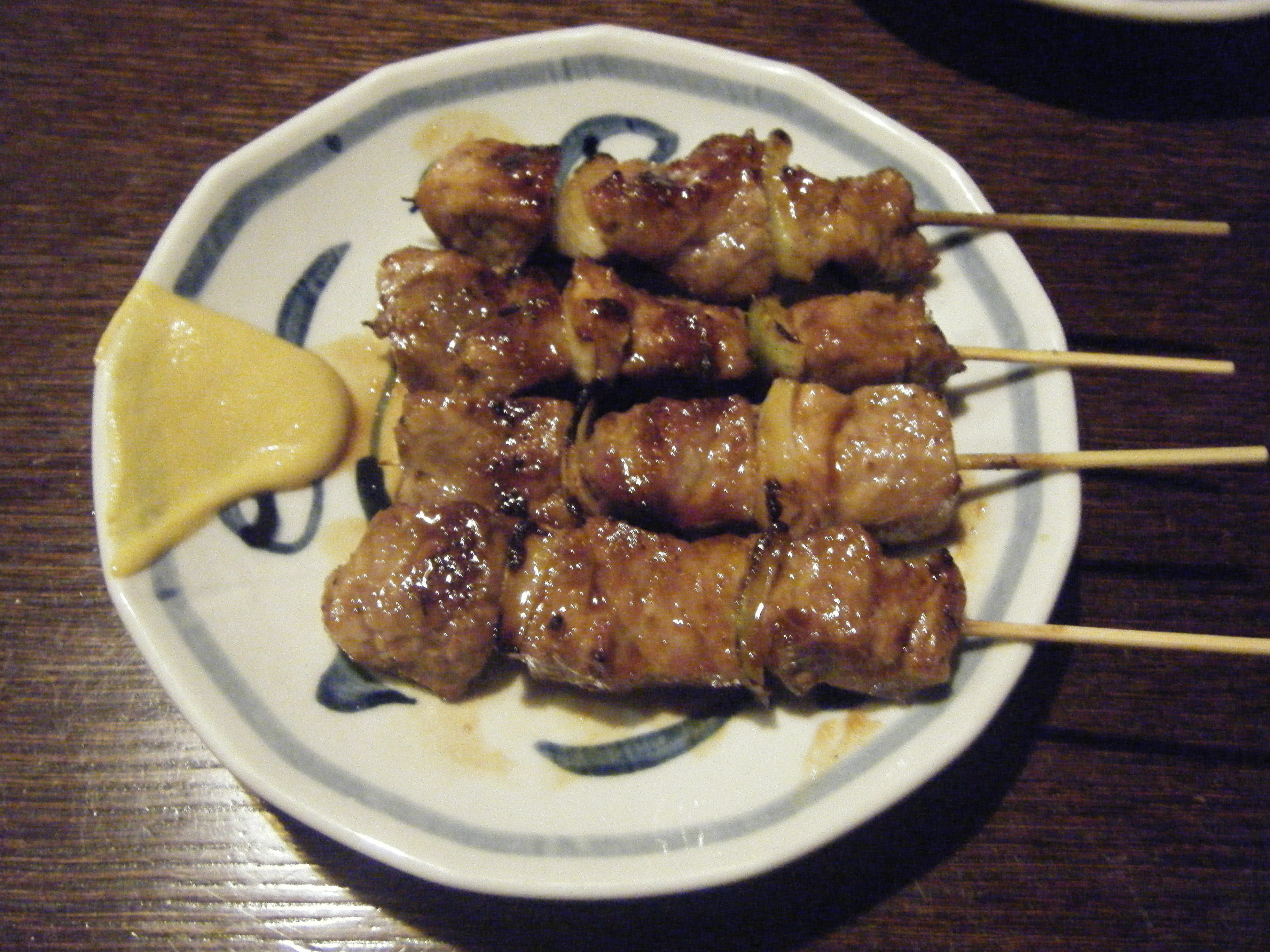
Yakitori poulet grillé.

Les plats de cuisine japonaise et gastronomie japonaise peuvent pour la plupart être catégorisés suivant la façon dont les ingrédients sont cuisinés. Les noms des plats contiennent souvent le nom de la technique utilisée (par exemple yaki pour yakitori) ; lorsque l'on parle des plats, le suffixe mono est accolé au nom de la technique. Parmi les techniques les plus souvent utilisées, on peut citer : 
- grillés ou sautés la poêle (yakimono) ;
- mijoté (nimono) ;
- sautés à la chinoise (itamemono) ;
- à la vapeur (mushimono) ;
- frit (agemono) ;
- cru (sashimi) ;
- mariné mi-cuit (tataki) ;
- en soupes (suimono) ;
- saumurés (tsukemono) ;
- en salade accompagné d'une sauce (aemono) ;
- les plats en marmite (nabemono) ;
- saumurés au vinaigre (sunomono).

Certains plats échappent à cette classification ; ce sont souvent des plats complets, comme les donburi, les plats à base de riz, les plats à base de nouilles et les plats à base de tofu.